# Clarice Vê Estrelas
Clarice Vê Estrelas é um futuro filme brasileiro de drama baseado no livro homônimo escrito e dirigido por Leticia Pires, que também assina o roteiro com colaboração de Pedro Alvarenga e Cláudia Sardinha. O ator Bruno Gagliasso e o futebolista Vinicius Junior, através do Instituto Vini Jr, são produtores associados do filme. A adaptação é estrelada por Dandara Arcebispo e o elenco reúne nomes com Clayton Nascimento, Jeniffer Dias, Hilton Cobra, Heloísa Jorge e Teca Pereira. O longa tem estreia prevista nos cinemas brasileiros em 2025.
Clarice Vê Estrelas foi selecionado para o prestigiado programa Goes to Cannes, figurando entre os cinco escolhidos dentre mais de 40 longas inscritos. A iniciativa, promovida pelo Ministério da Cultura (MinC), oferece uma vitrine especial para obras em fase de finalização, com exibição exclusiva diante de curadores, produtores e representantes dos principais festivais de cinema do mundo. A sessão Work In Progress do filme acontece em 17 de maio de 2025.

## Sinopse
Em meio à chegada de um novo bebê, Clarice, uma menina preta de quase oito anos, vê sua rotina virar de cabeça para baixo. Sentindo-se deslocada e invisível, ela encontra refúgio em um livro mágico que a leva ao fantástico Circo Aquarius — um lugar onde todas as diferenças brilham. Lá, Clarice embarca em uma jornada de autodescoberta e empatia, aprendendo a lidar com suas emoções, enfrentar o racismo de forma simbólica e entender o valor da diversidade. Um conto sensível e poderoso sobre pertencimento, autoestima e inclusão.

## Elenco
- Dandara Arcebispo
- Jeniffer Dias
- Teca Pereira
- Hilton Cobra
- Heloísa Jorge
- Angel Ferreira
- Digão Ribeiro
- Matheus Macena
- Camilla Molica
- Valéria Barcellos
- Clayton Nascimento